# Svět podle Daliborka
Svět podle Daliborka je český dokumentární filmový portrét z roku 2017. Režisérem je Vít Klusák. Dokument pojednává o životě autentického českého lakýrníka z Prostějova, který je neonacista.
Dokument byl uveden 2. července 2017 na Mezinárodním filmovém festivalu Karlovy Vary. Do českých kin byl uveden 13. července 2017.

## Obsah
Dokument zachycuje způsob života a názory Dalibora Krupičky, neonacisty z Prostějova s uměleckými ambicemi, který pracuje jako lakýrník. Dalibor žije se svou matkou a jejím přítelem. Hlavní protagonista v průběhu filmu žije svůj každodenní život – chodí do práce, natáčí amatérské horory a domácí videa, skládá naštvané písně, hraje na konzoli PlayStation a také maluje. Mezi jeho záliby patří i publikace domácích videí na YouTube nebo chození na koncerty kapely Ortel. Hlavním motivem filmu je Daliborova nenávist k menšinám – především k Židům, romům, homosexuálům a uprchlíkům. Nenávidí také svou práci, pavouky, zubaře a Angelu Merkelovou. V jeho mluvených pasážích se často objevují rasistické a sexistické výroky. Po odvysílání filmu na něho dokonce bylo podáno trestní oznámení za propagaci nacismu.
V konečné fázi dokumentu jede Dalibor s rodinou na exkurzi do bývalého koncentračního tábora v Osvětimi, kde je konfrontován s paní Liškovou, která zdejší koncentrační tábor přežila. Dalibor i přes toto setkání nepřestává tvrdit, že je holokaust podvod.
Mezi další postavy patří Daliborova přítelkyně, jeho matka, přítel matky Vladimír a kolegové z Daliborovy práce.  

## Režie a námět
Režisérem filmu je Vít Klusák. Narodil se v roce 1980 a je absolventem katedry dokumentární tvorby na FAMU. Společně s Filipem Remundou vlastní a spravuje filmovou společnost Hypermarket Film. která se zaměřuje na produkci dokumentárních filmů. Mezi jeho další díla patří Český sen, Český mír nebo také Matrix AB.
Dalibora Krupičku a jeho videa našel Vít Klusák původně na YouTube a rozhodl se ho kontaktovat za účelem natočení filmu:
| „                               | Dalibora jsem objevil na YouTube: Holohlavý muž se ve videu oháněl vystřelovacím obuškem, působil znepokojivě, dojemně i komicky, chvíli jsem byl přesvědčený, že je to herec. Ukázalo se ale, že není. | “ |
| — Vít Klusák v rozhovoru pro ČT | |   |

## Výroba

### Natáčení
Štáb režiséra Víta Klusáka sledoval a natáčel Dalibora Krupičku po dobu dvou let (2016–2017). Natáčení probíhalo především v Prostějově, kde hlavní protagonista žije, ale například také na území koncentračního tábora v Osvětimi.

### Produkce
Producenty filmu jsou Vít Klusák a Filip Remunda, produkční společností Hypermarket Film. Mezi koproducenty patří Česká televize, Peter Kerekes s.r.o. a BritDoc Foundation. Za výtvarnou koncepci je zodpovědná Marianna Stránská.

### Hudba
Soundtrack k filmu složil Vladimír Godár.

## Zajímavosti
- Na tvorbě filmu jako konzultant spolupracoval Joshua Oppenheimer. Jedná se o dokumentaristu nominovaného na Oscara za jeho dokumenty zkoumající chování masových vrahů.[10]
- Režisér Vít Klusák objevil Dalibora prostřednictvím YouTube videa s názvem „Daliborkův obušek" a rozhodl se ho kontaktovat. Dalibor se s ním odmítl setkat, protože se obával, že mluví s policistou. Proto ho režisér musel vyhledat osobně v Prostějově.[1]
- Film byl v roce 2017 nominován na Českého lva za nejlepší dokumentární film.

## Recenze
- Mirka Spáčilová, iDNES.cz  [11]
- Iva Přivřelová, e15.cz [10]
- Honza Varga, filmspot.cz [12]
- Mojmír Sedláček, MovieZone.cz [13]